# Idalus flavicostalis
Idalus flavicostalis là một loài bướm đêm thuộc phân họ Arctiinae, họ Erebidae.